# Marinići
Marinići is een plaats in de gemeente Viškovo in de Kroatische provincie Primorje-Gorski Kotar. De plaats telt 3.139 inwoners (2001).